# Busnovi (Chorwacja)
Busnovi – wieś w Chorwacji, w żupanii pożedzko-slawońskiej, w gminie Brestovac. W 2011 roku liczyła 104 mieszkańców.